# العلاقات الأرمينية الكيريباتية
العلاقات الأرمينية الكيريباتية هي العلاقات الثنائية التي تجمع بين أرمينيا وكيريباتي.

## مقارنة بين البلدين
هذه مقارنة عامة ومرجعية للدولتين:
| وجه المقارنة                                              | أرمينيا                    | كيريباتي                        |
| --------------------------------------------------------- | -------------------------- | ------------------------------- |
| المساحة (كم2)                                             | 29.74 ألف                  | 811                             |
| عدد السكان (نسمة)                                         | 2.93 مليون                 | 116.40 ألف                      |
| الكثافة السكانية (ن./كم²)                                 | 98.52                      | 14.35 ألف                       |
| العاصمة                                                   | يريفان                     | جنوب تاراوا                     |
| اللغة الرسمية                                             | لغة أرمنية                 | لغة إنجليزية، اللغة الكيريباتية |
| العملة                                                    | درام أرميني                | دولار كريباتي، دولار أسترالي    |
| الناتج المحلي الإجمالي (بليون دولار)                      | 11.54 مليار                | 196.15 مليون                    |
| الناتج المحلي الإجمالي (تعادل القوة الشرائية) بليون دولار | 25.41 مليار                | 224.26 مليون                    |
| الناتج المحلي الإجمالي الاسمي للفرد دولار أمريكي          | 3.49 ألف                   | 1.42 ألف                        |
| الناتج المحلي الإجمالي للفرد دولار أمريكي                 | 8.07 ألف                   | 1.81 ألف                        |
| مؤشر التنمية البشرية                                      | 0.743                      | 0.590                           |
| رمز المكالمات الدولي                                      | +374                       | +686                            |
| رمز الإنترنت                                              | .am، .հայ ‏                 | .ki                             |
| المنطقة الزمنية                                           | ت ع م+04:00، توقيت أرمينيا |                                 |

## منظمات دولية مشتركة
يشترك البلدان في عضوية مجموعة من المنظمات الدولية، منها:
| علم المنظمة | اسم المنظمة                   | تاريخ انضمام أرمينيا | تاريخ انضمام كيريباتي |
| ----------- | ----------------------------- | -------------------- | --------------------- |
|             | بنك التنمية الآسيوي           | 2005                 | 1974                  |
|             | مؤسسة التنمية الدولية         | 25 أغسطس 1993        | 2 أكتوبر 1986         |
|             | يونسكو                        | 9 يونيو 1992         | 24 أكتوبر 1989        |
|             | الأمم المتحدة                 | 2 مارس 1992          | 14 سبتمبر 1999        |
|             | الاتحاد البريدي العالمي       | ?                    | ?                     |
|             | البنك الدولي للإنشاء والتعمير | 16 سبتمبر 1992       | 29 سبتمبر 1986        |
|             | الاتحاد الدولي للاتصالات      | 30 يونيو 1992        | 3 نوفمبر 1986         |
|             | منظمة حظر الأسلحة الكيميائية  | ?                    | ?                     |
|             | مؤسسة التمويل الدولية         | 18 أبريل 1995        | 2 أكتوبر 1986         |

## وصلات خارجية
- موقع وزارة الخارجية الأرمينية